# Arracourt
Arracourt ist eine französische Gemeinde mit 252 Einwohnern (Stand 1. Januar 2022) im Département Meurthe-et-Moselle in der Region Grand Est. Sie gehört zum Arrondissement Lunéville und zum Gemeindeverband Pays du Sânon.

## Geografie
Arracourt liegt auf 230 m Meereshöhe, etwa 18 Kilometer nördlich der Stadt Lunéville und etwa 28 Kilometer ostnordöstlich der Stadt Nancy. Im Norden grenzt das Gebiet der Gemeinde an das Département Moselle.
Das Gemeindegebiet umfasst einen Abschnitt des Loutre Noire-Tales. Die knapp 18 Kilometer lange Loutre Noire entspringt östlich von Arracourt und mündet bei Pettoncourt in den Mosel-Nebenfluss Seille. Nördlich und südlich des Talbereiches steigt das Terrain allmählich an. Im Norden leitet der Geländerücken Haut des Monts sowie das große Waldgebiet Forêt Domaniale de Bezange-la-Grande zum Seilletal über; im Süden bilden die Höhen des Bois de Bénamont die Grenze zum Einzugsgebiet des Sânon. Bis auf die Wälder im Norden und Süden wird das Gemeindeareal durch große Ackerflächen geprägt.
Zu Arracourt gehören die Weiler Vaudrécourt und Riouville – letzterer bestehend aus den Höfen Basse Riouville, Haute Riouville und La Quittaine.
Nachbargemeinden von Arracourt sind Vic-sur-Seille im Norden, Juvrecourt im Nordosten, Réchicourt-la-Petite im Osten, Bures im Südosten, Bathelémont im Süden, Athienville im Westen sowie Bezange-la-Grande im Nordwesten.

## Geschichte
Das Dorf Arracourt lag von 1871 bis 1918 an der Grenze zum Deutschen Reich. Das Deutsche Kaiserreich hatte Elsaß-Lothringen annektiert.
Zu den zu Beginn des Ersten Weltkriegs zerstörten Objekten in Arracourt gehörten das Schloss aus dem 18. Jahrhundert, die Kirche und eine Kapelle. Das Schloss wurde nicht wieder aufgebaut, die Kapelle Notre-Dame-de-Pitié wurde 1918 rekonstruiert, die Kirche St. Mauritius entstand 1920 neu. Bei den Kämpfen in Arracourt fiel unter anderem Richard Deeken, Gründer der Deutschen Samoa-Gesellschaft, Schriftsteller und Kolonialpolitiker.
Vom 18. bis zum 29. September 1944 fand um Arracourt eine Panzerschlacht statt, bei der sich die 4. Division der 3. US-Armee und die 5. Panzerarmee der Wehrmacht gegenüberstanden. Sie ist als Schlacht von Arracourt (englisch battle of Arracourt) in die Geschichte eingegangen.

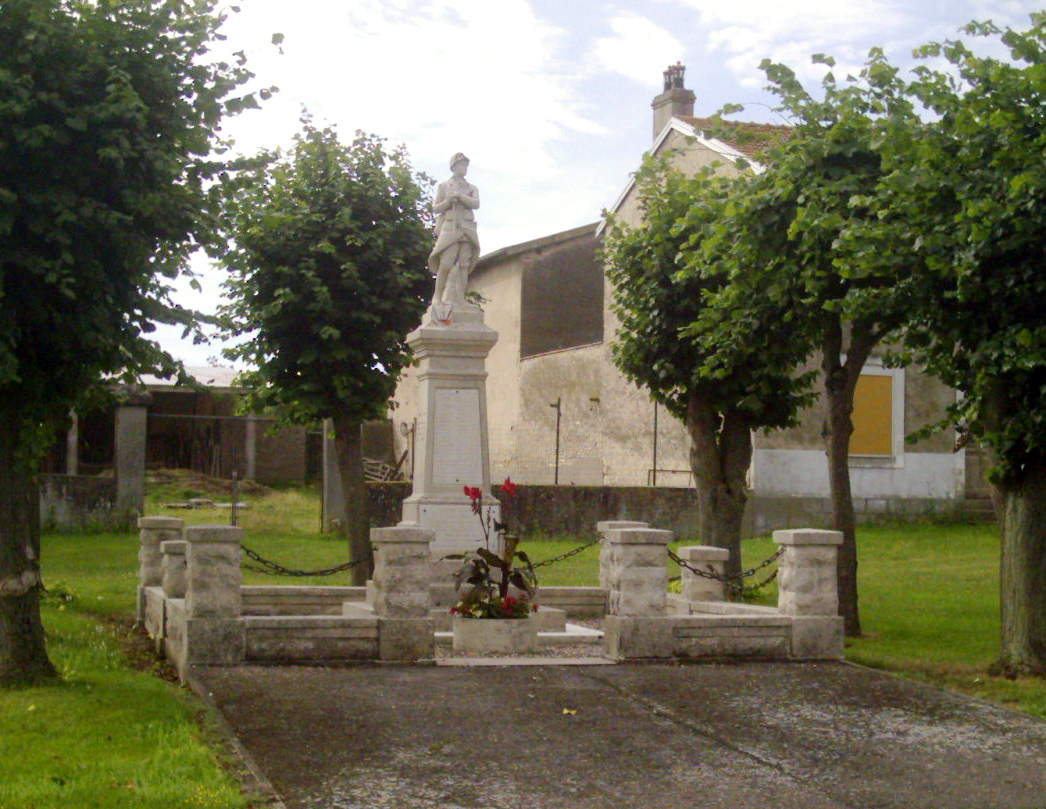
Denkmal für die Gefallenen der beiden Weltkriege
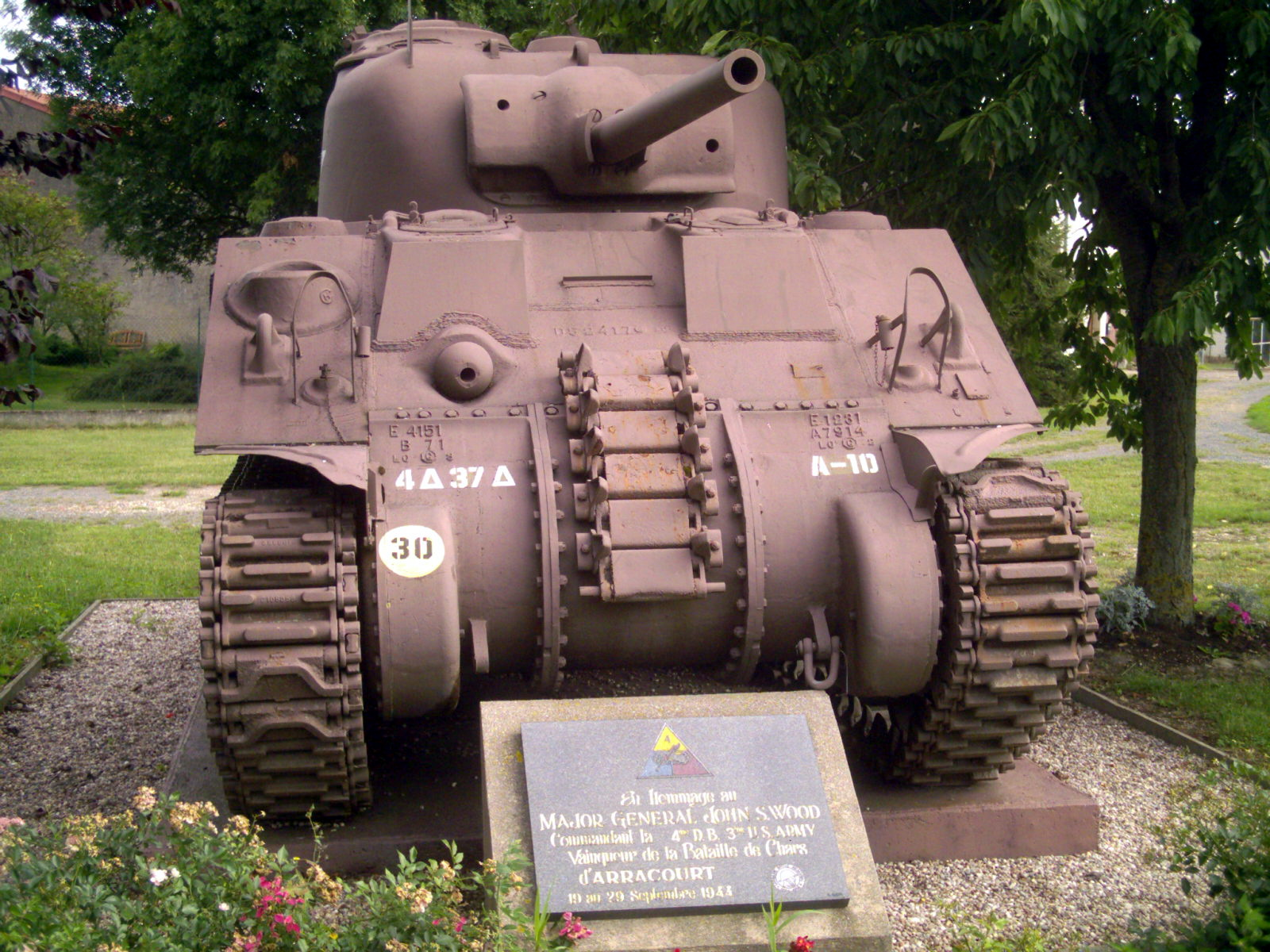
Sherman-Panzer in Erinnerung an die Schlacht von Arracourt 1944

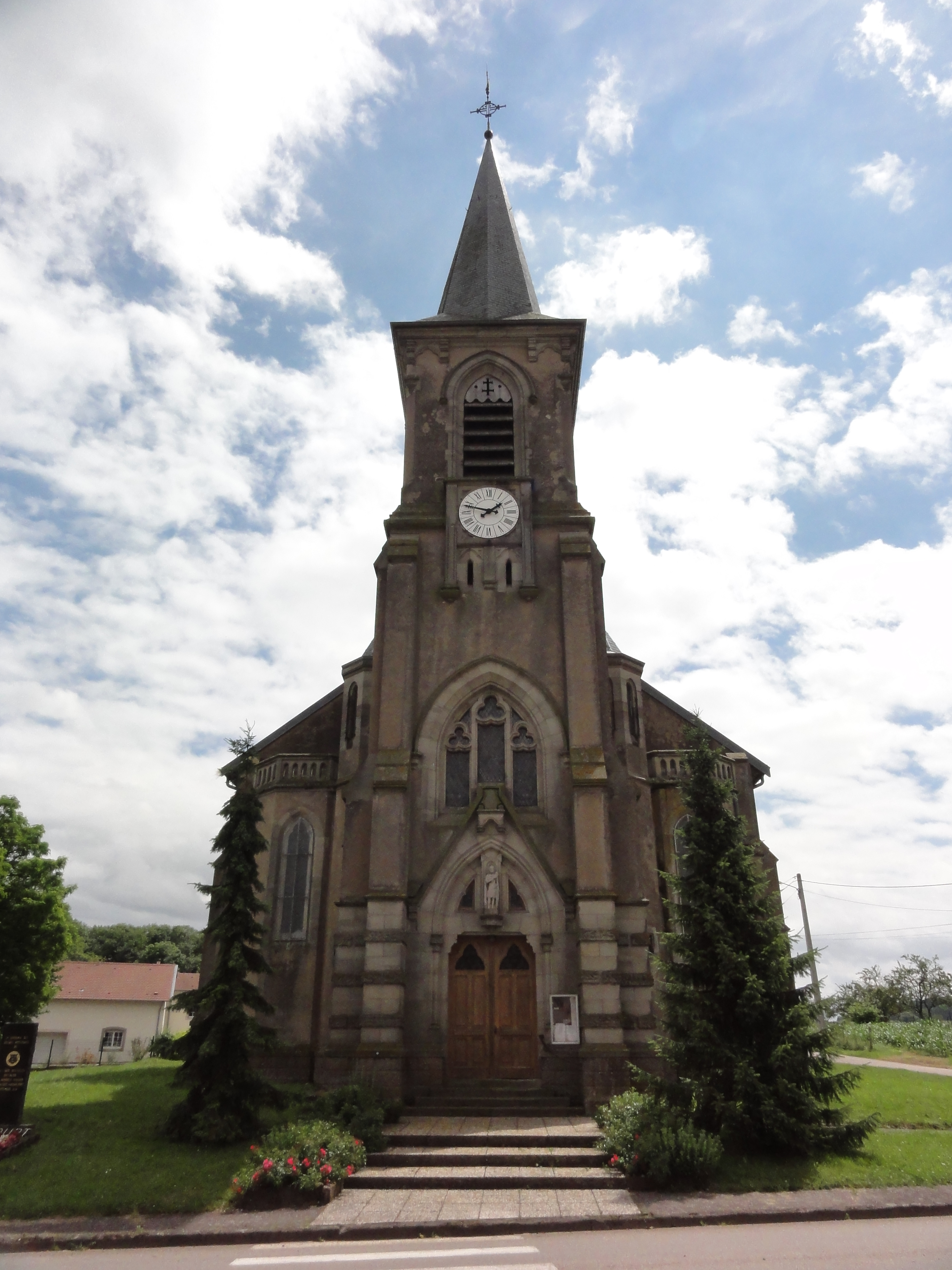
Kirche Saint-Maurice

### Bevölkerungsentwicklung
| Jahr      | 1962 | 1968 | 1975 | 1982 | 1990 | 1999 | 2007 | 2019 |
| --------- | ---- | ---- | ---- | ---- | ---- | ---- | ---- | ---- |
| Einwohner | 362  | 321  | 259  | 215  | 259  | 234  | 241  | 248  |

Im Jahr 1836 wurde mit 850 Bewohnern die bisher höchste Einwohnerzahl ermittelt. Die Zahlen basieren auf den Daten von cassini.ehess und INSEE.

## Sehenswürdigkeiten
- Kirche St. Mauritius (Église Saint-Maurice)
- Kapelle Notre-Dame-de-Pitié mit einer geschnitzten Marienskulptur

## Wirtschaft und Infrastruktur
Arracourt ist Grundschul- und Kindergarten-Standort (École élémentaire publique).
In der Gemeinde Arracourt sind zehn Landwirtschaftsbetriebe ansässig (Anbau von Getreide, Kartoffeln und Gemüse, Rinderzucht).
Durch Arracourt führt die Fernstraße von Lunéville über Moyenvic nach Château-Salins. Weitere Straßen verbinden das Dorf mit den Nachbargemeinden Juvrecourt, Réchicourt-la-Petite, Athienville und Bezange-la-Grande.

## Persönlichkeiten
- Henri Delalle (1869–1949), römisch-katholischer Ordensgeistlicher und Apostolischer Vikar von Natal

## Belege
1. ↑  Arracourt auf cassini.ehess
2. ↑  Arracourt auf INSEE
3. ↑  Landwirtschaftsbetriebe auf annuaire-mairie.fr (französisch)